# Szlak walk partyzanckich

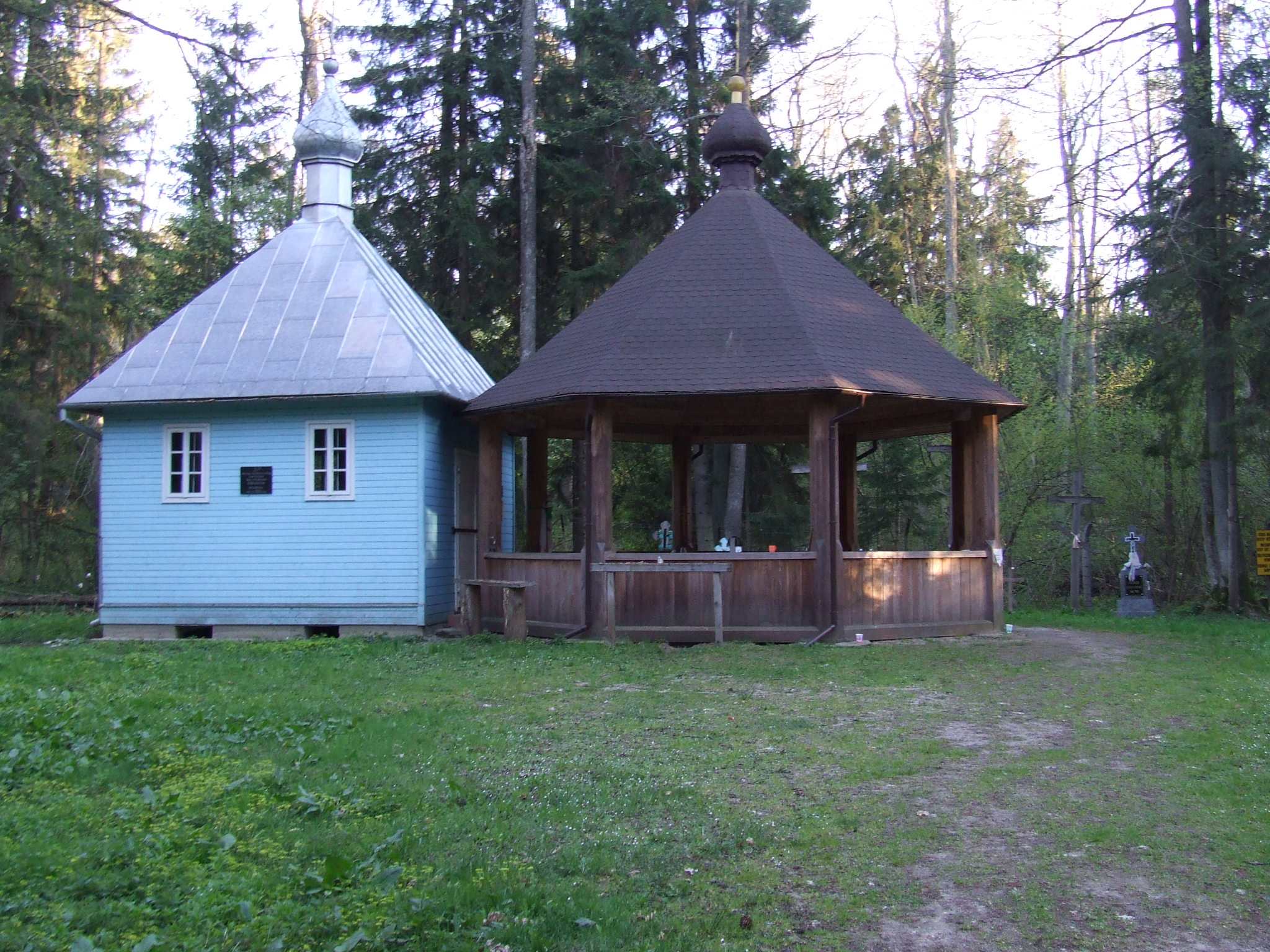
Krynoczka

Czerwony szlak turystyczny , nazwany Szlakiem walk partyzanckich, jest jednym z czterech – obok zielonego , niebieskiego  i żółtego  – szlaków turystycznych biorących swój początek w  Hajnówce. Prowadzi z Hajnówki do Narewki, a jego długość wynosi 22 km.

## Krynoczka
Szlak prowadzi skrajem  Puszczy Białowieskiej ul. Celną, a w las skręca przy osiedlu leśników. W pobliżu szlaku, w kwartale 330 znajduje się prawosławna kaplica i cudowne źródełko wody znane pod nazwą Krynoczka. W 1999 roku obchodzono 150-lecie istnienia świątyni. 

## Rezerwat Lipiny

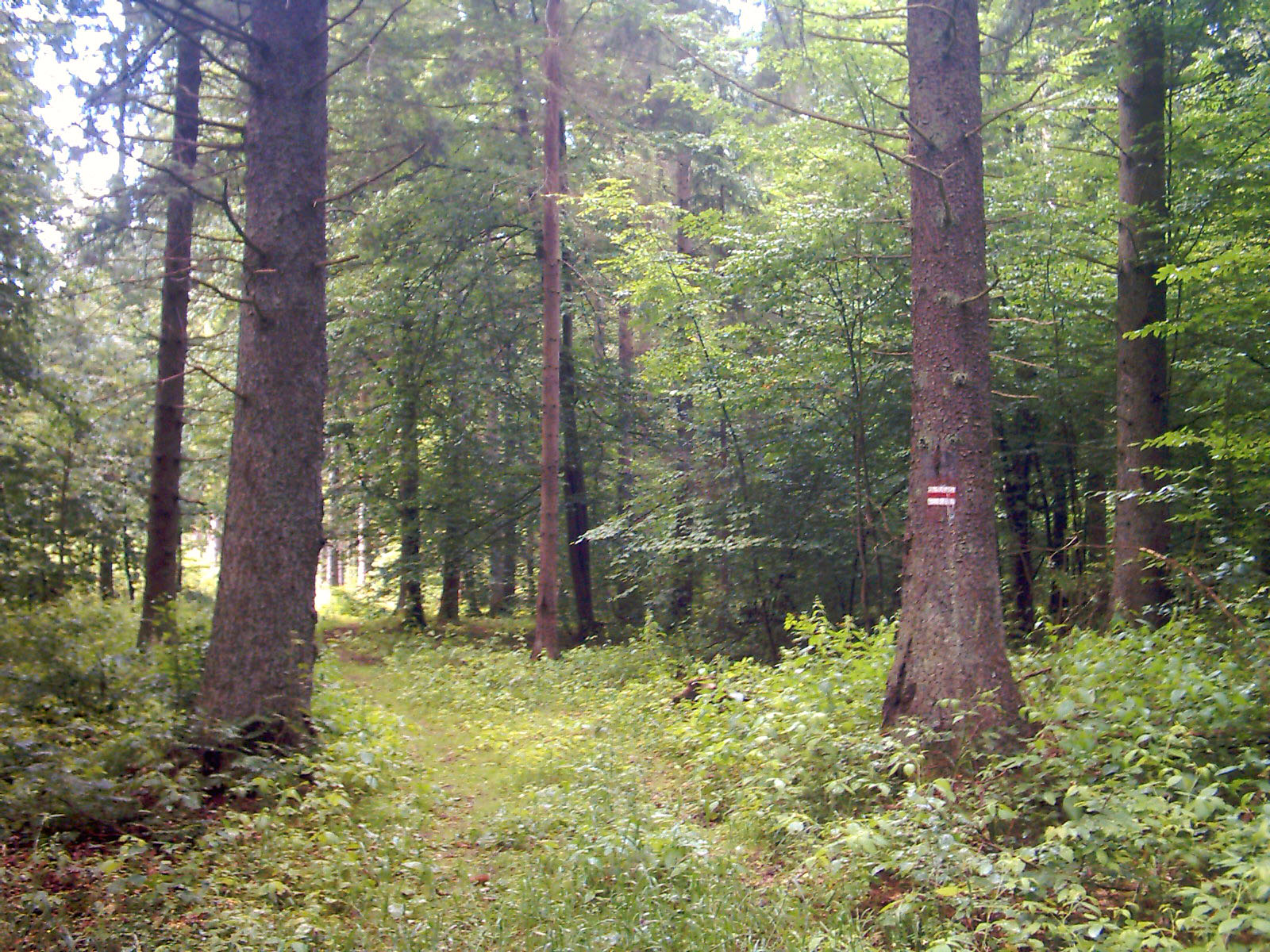
Przez Rezerwat Lipiny

Następnie szlak biegnie przez utworzony w 1961 roku Rezerwat przyrody Lipiny, służący zachowaniu jedynego na terenie Puszczy Białowieskiej stanowiska  dębu bezszypułkowego i wytycza północno-wschodnią granicę występowania tego dębu w Polsce. 

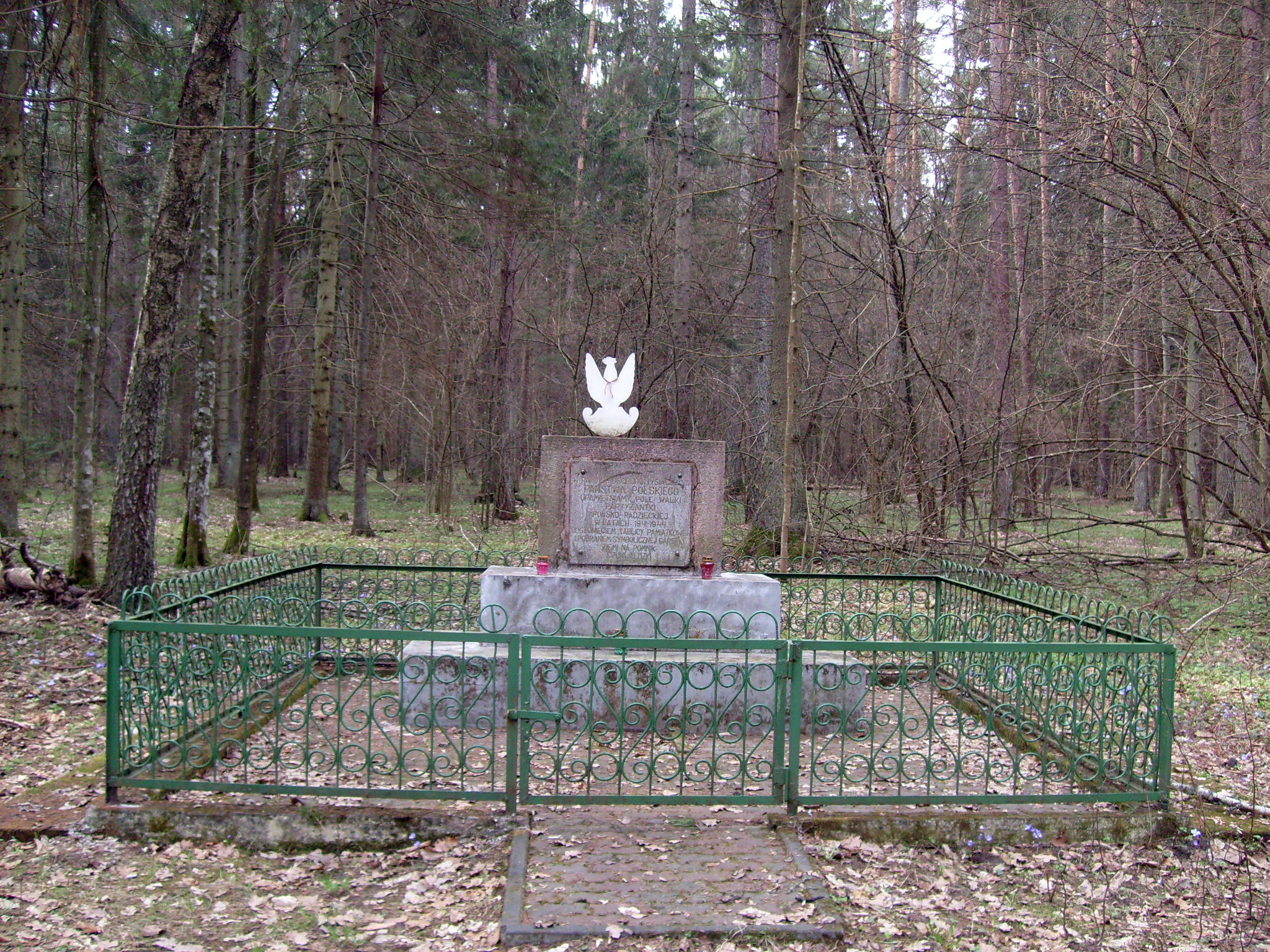
Pomnik w oddziale 211 Puszczy Białowieskiej upamiętniający miejsce walki partyzantów w latach 1941–1944

Po opuszczeniu rezerwatu droga nieco się podnosi i osiąga najwyższy punkt w polskiej części Puszczy Białowieskiej 197 m n.p.m. i od tej chwili, zasadniczo biorąc, cały czas zstępuje się w dół (Narewka leży 152 m n.p.m.). Szlak zahacza o miejsce martyrologii z czasów II wojny światowej. W kwietniu 1944 roku Niemcy unicestwili tu oddział partyzancki i był to dopiero ich pierwszy sukces w walce z puszczańską partyzantką.

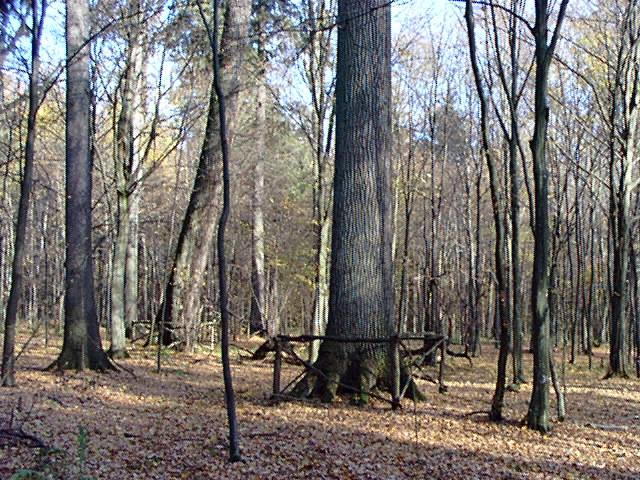
Szczekotowo

## Rezerwat Szczekotowo
W rezerwacie Szczekotowo szlak przecina rzekę Łutownię, gdzie obserwować można powrót lasu na tereny odlesione. Rezerwat chroni zabytki archeologiczne, stanowione przez największe skupisko kurhanów. Jest ich ponad setka. Dominującym typem lasu jest grąd. Podczas II wojny światowej ukrywali się tu partyzanci. Nieco dalej można podziwiać, zwłaszcza wiosną, ciągnące się na szerokich połaciach lasu, pięknie rozlane bagna. 

## Pod dębami

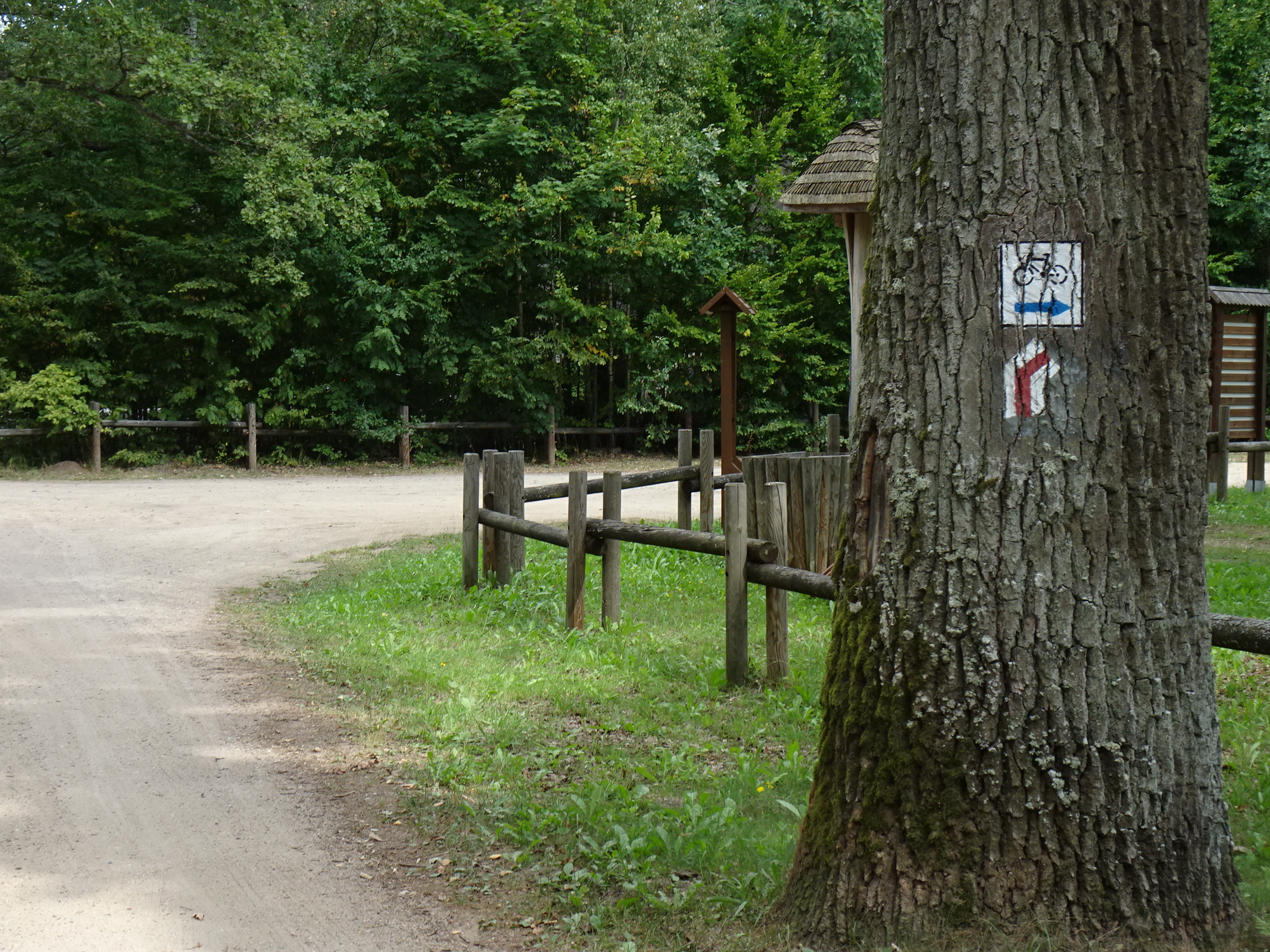
Świnoroje

Za rezerwatem szlak prowadzi Traktem Lipińskim poprzez uroczysko Wilcza Jama, obok uroczyska Perocichy (po stronie zachodniej od traktu) dociera do wsi Świnoroje, gdzie można przejść ścieżką dydaktyczną „Pod dębami” Leśnego Kompleksu Promocyjnego „Puszcza Białowieska”. Ścieżka prezentuje fragment lasu zagospodarowanego, w tym drzewostany w wieku 100–150 lat, a także młodsze, ponadto szkółkę leśną. Prezentowane są także zagadnienia z zakresu hodowli lasu – odnowa naturalna oraz ochrona lasu – monitoring i walka z  kornikiem drukarzem, a także szkody ze strony czynników abiotycznych w lesie. Na trasie w kształcie pętli znajdują się kurhany z wczesnego średniowiecza.

## Narewka
Czerwony szlak turystyczny kończy się w Narewce. Jeżeli ktoś chce dodatkowo wzbogacić się o piękne wrażenie wzrokowe, powinien tuż przed końcem szlaku skręcić w prawo, w stronę wsi Janowo i tu na skraju lasu spojrzeć na dolinę rzeki Narewka.